# Tim Staffell
Timothy John Staffell, detto Tim (Londra, 24 febbraio 1948), è un bassista e cantante britannico, famoso principalmente per il fatto di aver suonato nella rock band Smile, dove militarono anche Brian May e Roger Taylor, rispettivamente chitarrista e batterista dei Queen.

## Biografia
Egli scrisse insieme a Brian May il brano Doin' Alright, compresa nell'album di debutto dei Queen. Abbandonò gli Smile dopo l'insuccesso del singolo Earth. Venne sostituito da Freddie Mercury nella veste di cantante ed - in seguito - da John Deacon al basso.
Nel 1972 entrò a far parte dei Morgan, il gruppo di Morgan Fisher con cui è impegnato alla voce e alla chitarra acustica. Con loro incise gli album Nova Solis nel 1972 e The Sleepers Wakes l'anno successivo, dopodiché il gruppo si sciolse. Dopo la dipartita dai Morgan intraprese la carriera di direttore commerciale e designer, continuando a suonare e a scrivere canzoni.
Nel 2001 Tim Staffell tornò sulle scene musicali con il gruppo Amigo, le cui sonorità si rifanno ad una miscela di folk, latin, rock, funk e blues, reincidendo una versione rimodernata della traccia Doin' Alright. Nel 1984 ha collaborato alla produzione de Il trenino Thomas come capo modellista.